# Eraclea
Eraclea – miejscowość i gmina we Włoszech, w regionie Wenecja Euganejska, w prowincji Wenecja.
Według danych na rok 2004 gminę zamieszkuje 12 459 osób, 131,1 os./km².

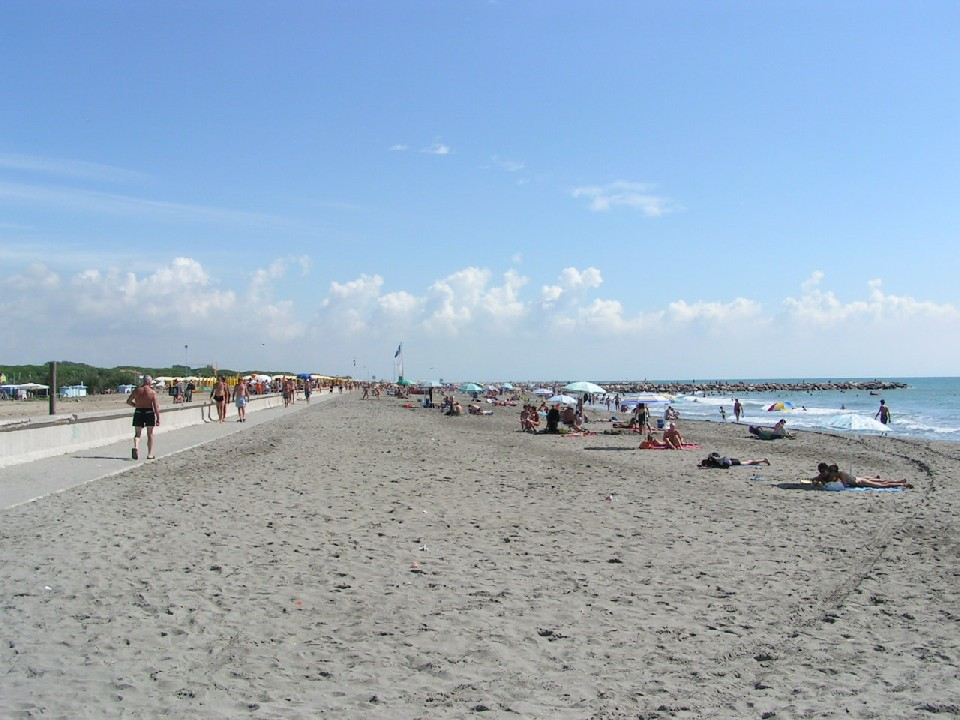